# Arthur Schmidt (generale)
Arthur Schmidt (Amburgo, 25 ottobre 1895 – Karlsruhe, 5 novembre 1987) è stato un generale tedesco, capo di Stato Maggiore della 6. Armee durante tutta la battaglia di Stalingrado nella seconda guerra mondiale.
È stato spesso accusato, da una classica tradizione storica, di essere stato la vera "eminenza grigia" del generale Friedrich Paulus, comandante in capo dell'armata; di aver dettato praticamente tutte le scelte operative decisive e quindi di essere massimamente responsabile della passiva accettazione delle decisioni del Führer e  del tragico destino delle truppe tedesche accerchiate durante la lunga e decisiva battaglia.
In realtà, sembra che effettivamente la forte personalità di Schmidt, ufficiale preparato e capo di stato maggiore estremamente efficiente e capace, esercitasse una certa influenza su Paulus;  ma le scelte decisive furono certamente frutto di un processo decisionale complesso e spesso obbligato dalle direttive di Hitler e dalla situazione strategica concreta. 
In definitiva Paulus e Schmidt collaborarono molto bene durante tutta la battaglia e condivisero, provenendo tutti e due dalla prestigiosa scuola di stato maggiore tedesca, nella gran parte dei casi le stesse opinioni. Certamente Schmidt puntellò spesso il declinante morale di Paulus nella seconda parte della battaglia e spinse per una resistenza ad oltranza convinto della possibilità di un mantenimento del fronte della sacca fino a primavera, in presenza di un efficace rifornimento aereo.
Senza dubbio nell'ultima parte della battaglia, di fronte allo svanire delle speranze di liberazione dall'esterno e di un aereo-rifornimento efficace, anche Schmidt mostrò segni di delusione e rammarico, guidando le ultime fasi della lotta e la resa finale (dopo il ritiro di Paulus negli ultimi giorni dei combattimenti).
Era stato promosso da Hitler, durante la lunga battaglia, tenente generale e gli era stata assegnata anche la prestigiosa Croce di Cavaliere della Croce di Ferro.
Considerato da alcuni un fanatico nazista (cosa non dimostrata) e, diversamente da Hitler, un ufficiale infido e pronto a passare al nemico, Schmidt viceversa mostrò animo saldo anche nella prigionia non cedendo alle lusinghe sovietiche e mantenendo uno stretto riserbo, tornando a vivere in Germania Occidentale al termine della guerra.
| Controllo di autorità | VIAF (EN) 100428769 · GND (DE) 139122753 |